# 普兰迪帕特塔
44°29′46″N 11°20′41″E / 44.495975°N 11.344775°E

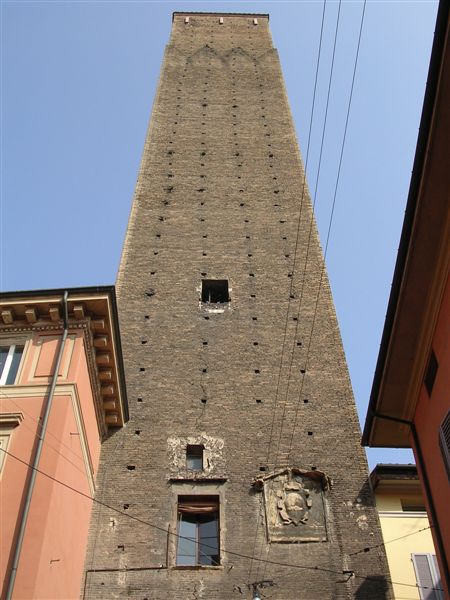
普兰迪帕特塔

普兰迪帕特塔（Torre dei Prendiparte），又名Torre Coronata)，是意大利城市博洛尼亚老城现存的大约20座贵族古塔之一。建于十二世纪下半叶，高59.5米。

## 历史

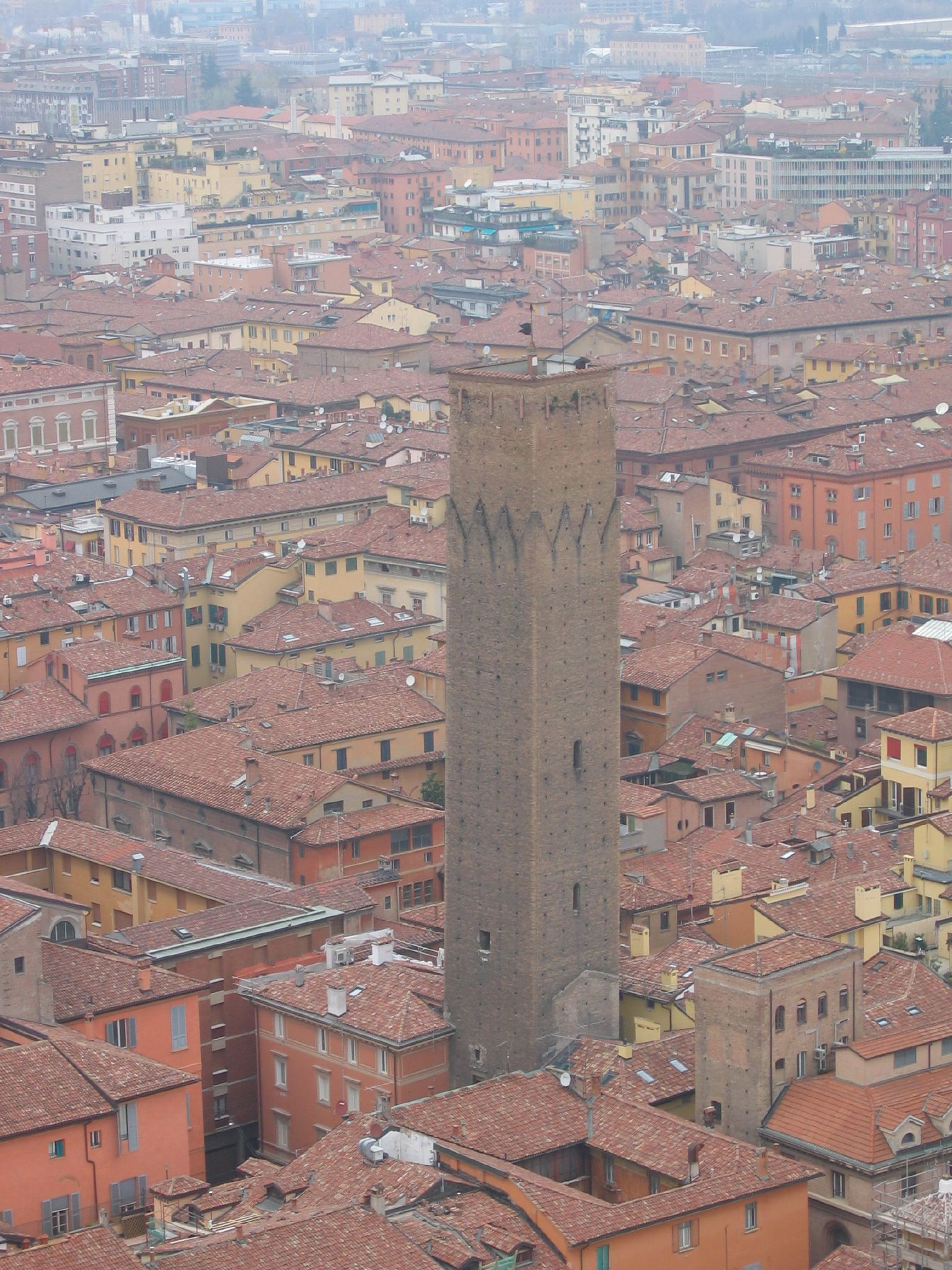
鸟瞰图

自1154年起，属于归尔甫派的普兰迪帕特家族成为该市的贵族之一。曾有两位家族成员担任博洛尼亚领事官，而在十三世纪该家族成员曾有13次出任意大利各城市的市长。
该塔在1293年曾经出售，后来被普兰迪帕特家族赎回。在16世纪归属天主教会。在1751年和1796年之间，曾用作监狱，牢房墙壁上留下犯人的题字。
今天，该塔内开设了一家住宿加早餐酒店。